# Odinnadtsat moltjalivykh muzjtjin
Odinnadtsat moltjalivykh muzjtjin (russisk: Одиннадцать молчаливых мужчин) er en russisk spillefilm fra 2022 af Aleksej Pimanov.

## Medvirkende
- Makar Zaporozjskij som Vsevolod Bobrov
- Aljona Kolomina som Abby
- Pavel Krajnov som Vadim Sinjavskij
- Jevgenija Lapova som Victorija Strelkova
- Andrej Cjernysjov som Pepper
- Sofja Sjutkina som Aleksandra Jelisejeva
- Olga Lerman som Valerija Vasiljeva